# David Luiz
David Luiz Moreira Marinho, brazilski nogometaš, * 22. april 1987, Diadema, Brazilija.
Luiz je nekdanji brazilski reprezentant. Igra za moštvo Flamengo v brazilski ligi.

## Nogometna kariera

### Vitoria
David Luiz je svojo nogometno pot začel v  Vitoriji. Tja je prišel iz njene mladinske akademije. Debitiral je leta 2006, ko je bil rezultat proti  Santa Cruzu 2-2. Kazal je dobre predstave. V 47 tekmah je zabil 7 golov. Leta 2007 je bil sprejet v Brazilijsko nogometno reprezentanco U20, kjer je zaigral le dvakrat.

### Benfica
Leta 2007 se je preselil v portugalsko  Benfico. Sprva kot posojen igralec, nato tudi kot član. Kot posojen igralec je zbral 14 nastopov in enkrat zatresel mrežo. Ko je postal član  Benfice ga je pestila poškodba, zato skoraj celo sezono nič ni igral. Ko je okreval, se je vrnil v igro. Zelo je navduševal in si leta 2010 prislužil naviz najboljšega portugalskega nogometaša. Leta 2010 je začel nastopati za  Brazilijsko nogometno reprezentanco. Za  Benfico je odigral 110 tekem in zabil 7 golov.

### Chelsea
Leta 2011 se je zadnji dan zimskega prestopnega roka pridružil  Chelseaju. Pogodbo, vredno 25 milijonov €, je podpisal za 4 leta. Debitiral je 6. februarja 2011, ko je v igro vstopil pozneje in je  Chelsea izgubil proti  Liverpoolu z 1-0. Njegov največji dosežek je bila zmaga v  Ligi prvakov, ko je  Chelsea po streljanju enajstmetrovk premagal  Bayern München. Takrat je tudi sam zadel enajstmetrovko. 22. septembra 2012 je podpisal novo 5-letno pogodbo. 

### Paris Saint-Germain
13. junija 2014 se je za branilca za rekordnih 63 milijonov € pridružil ekipi Paris Saint-Germain. Podpisal je 5 letno pogodbo. 

### Chelsea
V poletnem prestopnem roku 2016 se je vrnil k Chelseaju.